# William Caxton

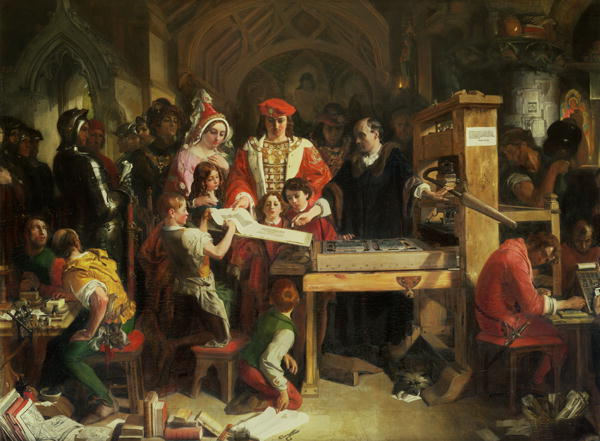
Caxton mostra el primer exemplar imprès per ell al rei Eduard IV d'Anglaterra i a Elizabeth Woodville.

William Caxton (cap a 1415~1422 – cap a març de 1492) fou un mercader, diplomàtic, escriptor, tipògraf i impressor anglès. Fou probablement el primer anglès a treballar d'impressor, i el primer a introduir la impremta a Anglaterra. Fou també el primer venedor anglès de llibres impresos (els seus col·legues a Londres eren tots neerlandesos, alemanys, o francesos). Va imprimir i editar més de cent llibres, la major part traduccions d'obres franceses. Algunes de les més importants obres impreses per en Caxton foren La mort d'Artur, de Thomas Malory, i els Contes de Canterbury, de Geoffrey Chaucer.

## Primers anys, com a comerciant
La data exacta del seu naixement es desconeix. Se sap que Caxton va néixer als camps de Kent entre el 1415 i el 1422 i va anar a Londres a treballar. No es coneix gaire la seva família, tot i que es deduiex que els seus pares es deien Philip i Dionisia, i que tenia un germàanomenat Philip.
El 1438 se'l situa com a aprenent de comerciant de teles al taller de Robert Large, qui seria alcalde de Londres l'any següent. Large va morir el 1441, i el 1446 Caxton va marxar a Bruges, centre principal del comerç tèxtil europeu en aquella època. A Bruges, Caxton va progressar en el comerç tèxtil i va destacar entre els seus compatriotes establerts al continent. Va obtenir el 1463 el càrrec de Governador del gremi anglès de comerciants de pacotilles als Països Baixos. Cap el 1470, Caxton es troba al servei de Margarida de York, duquessa de Borgonya i germana del rei Eduard IV d'Anglaterra. És probable que Caxton fos l'assessor financer de la duquessa.

## Com a impressor
William Caxton va començar a interessar-se per la literatura a la fi de la dècada de 1460. Al març de 1469, va començar a traduir el llibre Recuyell of the Historyes of Troye, de Raoul Le Fèvre. Caxton va abandonar la tasca, desanimat pel seu pobre domini del francès; però en va reprendre la traducció a petició de la duquessa Margarida, i la va acabar el 1471.

### A Bruges
Caxton va canviar de residència diverses vegades entre Flandes, els Països Baixos i Alemanya. Quan residia a Colònia, entre 1470 i 1472, va entrar en contacte amb la naixent indústria de la impressió i en va aprendre l'art. Segons el propi Caxton, es va decidir per aprendre a imprimir per evitar el cansament que sofrien els seus ulls i la seva mà amb la dura tasca de la traducció.
Immediatament va comprar una impremta amb dos jocs de tipus mòbils, i el 1474 va tornar a Bruges per a establir-hi un taller d'impressió. Allà, es va associar amb Colard Mansion, un famós copista i il·lustrador de còdexs. El primer llibre imprès per Caxton, a l'any següent, va ser la traducció que ell mateix havia realitzar del llibre Recuyell of the Historyes of Troye. A la mateixa ciutat, Caxton va publicar-hi cinc llibres, inclosa la mateixa obra de Le Fèvre en francès. Dels cinc, només un d'ells era en anglès, The game and playe of the chesse, publicat el 31 de març de 1475. Aquest llibre era una traducció de dues versions franceses de De ludo scaccorum, obra del dominic Jacob de Cessolis, de voltant de l'any 1300.

### Londres
En tornar al seu país el 1476, William Caxton va fundar una impremta en els terrenys de l'Abadia de Westminster. A partir de llavors, la seva única ocupació va ser imprimir i editar llibres, moltes vegades escrivint-ne els pròlegs o epílegs. La seva primera impressió a Anglaterra va ser, segons sembla, una Indulgència atorgada per l'abat d'Abingdon. La impressió està datada el 13 de desembre de 1476.

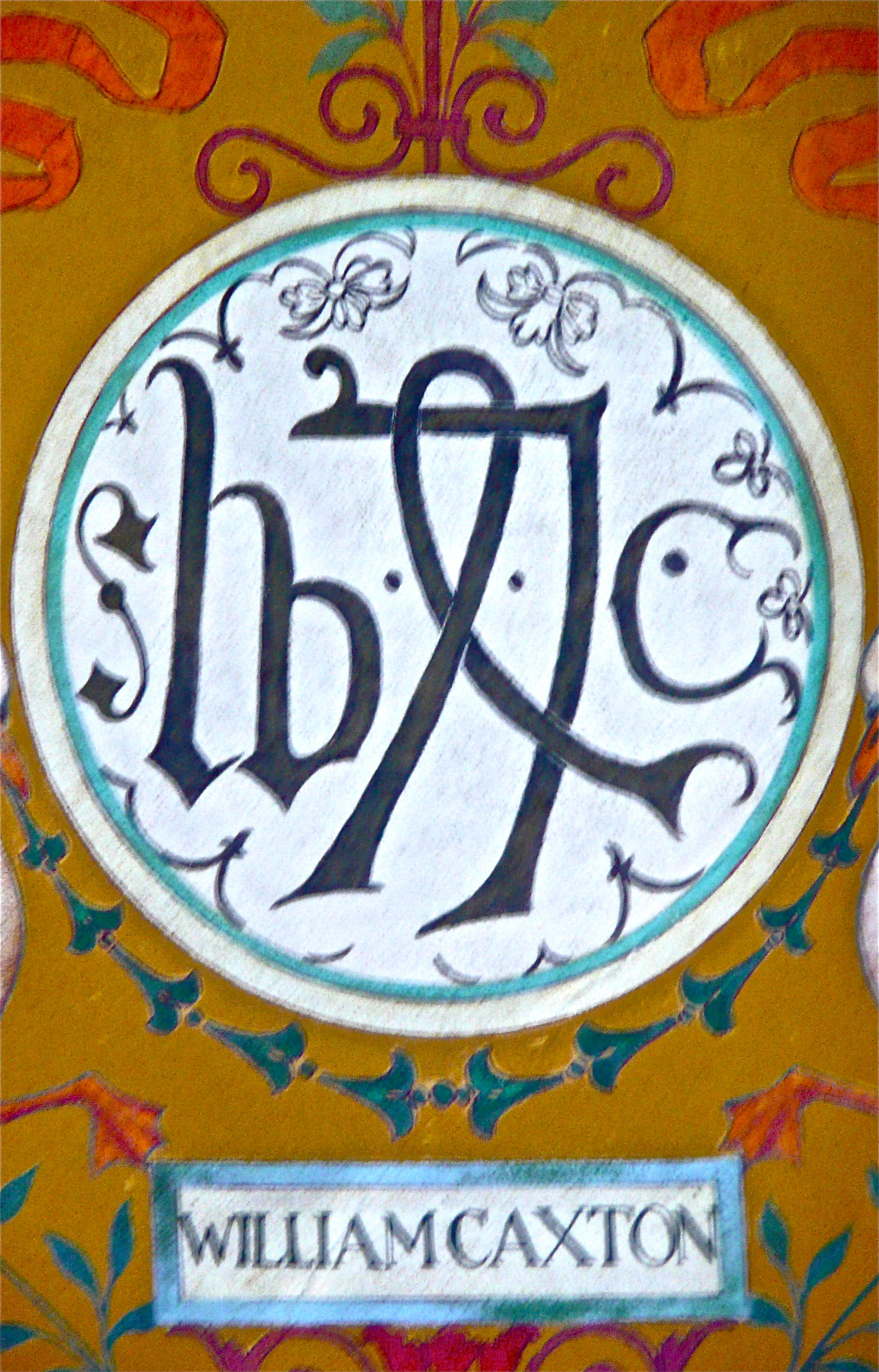
Divisa de William Caxton al Thomas Jefferson Building, Library of Congress.

A l'any següent, Caxton va publicar Dictes or Sayengis of the Philosophres el 18 de novembre, escrit pel cunyat del rei, Anthony Woodville, Comte de Rivers, el qual l'havia traduït del francès de la versió de Guilliaume de Tignonville. El Dites dels filòsofs es va considerar el primer document imprès per Caxton a Anglaterra, fins al descobriment de la Indulgència de 1476. Aquell mateix any, Caxton va imprimir també una traducció del francès anomenada Histoire de Jason, de Raoul Li Fèvre.
La primera edició de Caxton de Els contes de Canterbury va aparèixer el 1478. L'edició representava el treball més extens de Caxton fins al moment, ja que constava de 374 folis. Cinc anys més tard, reeditaria l'obra, afegint-li més de vint xilografies i amb un text revisat. Encara el 1478, Caxton va imprimir una altra obra de Chaucer, la versió que havia fet del Deconsolatione philosophiae, de Boeci.
El llibre més voluminós que Caxton va editar va ser el Llegenda auria, el 1483. El llibre, de 600.000 paraules i 448 folis impresos a doble columna, era una traducció que el mateix Caxton havia fet del text de Jaume de Voràgine. La traducció es basava en una versió francesa de Jean de Vignay, i Caxton es va prendre la llibertat d'afegir les vides de 25 sants que no estaven incloses en aquesta versió. L'obra està generosament il·lustrada, 19 de les seves xilografies ocupen una pàgina sencera.
La mort d'Artús va ser publicada per Caxton l'últim dia de juliol de 1485. L'autor, Sir Thomas Malory, havia mort catorze anys abans, i Caxton va organitzar la voluminosa obra de la manera que millor li va semblar, dividint-la en 21 llibres i 507 capítols. A més, Caxton va fer una revisió completa del text, afegint rúbriques que descrivien l'acció al principi i final de cada capítol.
En la seva impremta, WilliamCaxton va produir romanços cavallerescs, treballs d'autors clàssics i històries romanes i angleses. Els llibres que Caxton imprimia rebien el suport de les classes altes del regne, per la qual cosa el suport financer que Caxton rebia de l'aristocràcia i la noblesa era important, tot i que no indispensable.
Caxton va morir el 1492, un any després que la seva dona Maude. Va ser enterrat a St. Margaret, a Westminster. El 2002, la BBC el va incloure en la llista dels 100 ciutadans britànics més grans de tots els temps.

## Caxton i la llengua anglesa
Quatre cinquenes parts del material que Caxton va imprimir, estan en anglès. No obstant això, aquest idioma estava en un procés important de transformació en l'època de Caxton, i molts dels textos que Caxton rebia per a la impressió, estaven escrits en una àmplia varietat d'estils i dialectes. Com Caxton no era un escriptor pròpiament dit, sinó més aviat un tècnic, sovint s'enfrontava a dilemes d'homogeneïtzació del llenguatge en els llibres que imprimia. L'alsacià Wynkyn de Worde, el seu successor a la impremta, també va haver d'enfrontar els mateixos problemes.
Per la feina realitzada amb aquests textos, s'atribueix a William Caxton gran part de la feina d'haver estandarditzat l'idioma anglès, ja que Caxton va homogeneïtzar els textos que originalment estaven escrits en els molts dialectes regionals i va contribuir a l'expansió del vocabulari a través de la impressió. Caxton comparteix aquesta consideració amb el seu col·lega contemporani Richard Pynson, que era un estilista més complet i va tenir un major impacte en l'homogeneïtzació del llenguatge.

### L'anècdota de "egges" de Caxton
En l'edició de 1490 de la traducción de l'Eneida de Virgili, anomeada Eneydos per ell, Caxton reflexiona sobre els problemes per a trobar un anglès estandarditzat. Caxton explica el que va passar quan un vaixell que navegava de Londres a Zelanda va amarrar a la riba sud del Tàmesi, al cantó de Kent. Un comerciant tèxtil anomenat Sheffield, que era del nord d'Anglaterra, va entrar en una casa i li va preguntar a la "good wyf" ("bona dona") si podia comprar alguns "egges". Ella va respondre que no entenia el francès. El comerciant es va sentir molest perquè deia que ell tampoc era capaç de parlar francès. Un espectador d'aquesta situació va suggerir que Sheffield estava demanant "eyren" (ous) i la dona va dir que ella també entenia això. Amb tot plegat Caxton reflexiona sobre com s'hauria de poder escriure aquella paraula: egges o eyren?. Caxton sentencia "Certament és difícil complaure a tots els homes a causa de la diversitat i al canvi del llenguatge".

## Edicions selectes
- Game and playe of the chesse, de Jacobus de Cessolis, imprès el 1475 i 1482.
- Canterbury tales, de Geoffrey Chaucer, impreès el 1478 i 1483.
- The mirror of the world, traducció de Caxton de l'original Speculum majuas de Vicent de Beauvais, imprès el 1481.
- De senectute, De amicitia, de Ciceró, imprès el 1481 (versió anglesa de John Tiptoft).
- Polycronicon, de Ranulph Higden, imprès el 1482 (traducció de John Trevisa).
- The golden legend, de Jaume de Vorágine. Traducció de Caxton a partir d'una versió francesa de Jean de Vignay, imprès el 1483.
- Confessio amantis, de John Gower, imprès el 1483.
- Booke of the subtle storyes and fables of Aesop, d'Isop, imprès el 1484 (traducció de Caxton del text francés de Julien Macho).
- The booke of the order of chivalry, de Ramon Llull, imprès el 1484 (traducció de Caxton a partir d'una versió francesa).
- La mort d'Arthur, de Sir Thomas Malory, imprès el 1485.
- Faytes of arms and chivalry, de Christine de Pisan, imprès el 1489.
- The booke of Eneydos, adaptació de l'obra de Virgili, imprès el 1490.